# Karl August Rex
hrabia Karl August Rex (ur. 23 marca 1701 w Lipsku, zm. 15 września 1768) – był saskim politykiem.
Za rządów Augusta III był jednym z ministrów tzw. "Konferencji" (Conferenz) czyli saskiego gabinetu.
W 1759 roku otrzymał Order Orła Białego i Order Świętego Andrzeja.